# Fernando Remacha
Fernando Remacha Villar, més conegut com a Fernando Remacha (Tudela, Navarra, 15 de desembre de 1898 - Pamplona el, 21 de febrer de 1984) va ser un compositor, pedagog i intèrpret navarrès.

## Biografia i trajectòria professional
Després de rebre classes de violí a la seva ciutat natal i més endavant a Pamplona, el 1911 va marxar a Madrid, on estudia violí amb José del Hierro i composició amb Conrado del Campo. D'aquestes dates són les seves primeres obres, com el ballet La maja vestida, el poema simfònic Alba y Tres piezas para piano.
El 1923 acaba Composició i obté el Premi Roma de la Reial Acadèmia de Belles Arts de San Fernando, que li permet estudiar amb Gian Francesco Malipiero durant quatre anys a la Reial Acadèmia d'Espanya a Roma i conèixer de primera mà el llenguatge de clàssics com Monteverdi o Verdi. El 1928 retorna a Madrid i obté una plaça de viola a l'Orquestra Simfònica d'Arbós. També treballa a la productora cinematogràfica Filmófono, fent-se càrrec a més de la direcció artística, cosa que li permet posar música a diverses pel·lícules i col·laborar amb directors de cinema com José Luis Sáenz de Heredia o Luis Buñuel. El 1930 va formar part del Grup dels Vuit, integrat per Salvador Bacarisse, Julián Bautista, Rosa García Ascot, Rodolfo i Ernesto Halffter, Juan José Mantecón i Gustavo Pittaluga. Després de la guerra civil espanyola va tornar a Tudela, però es veié sotmès a l'exili interior, cosa que va perjudicar en certa manera la seva evolució musical.
El 1933 obté el seu primer Premi Nacional de Música, pel Cuarteto para violín, viola, violoncello y piano. El 1938 rebria el segon, pel Cuarteto para cuerda. El final de la guerra el sorprèn a Barcelona, des d'on decideix tornar a Tudela, on es va fer càrrec de la ferreteria familiar. Allà torna a poc a poc a l'activitat musical, i el 1951 l'Ajuntament de Pamplona li encarrega les Vísperas de San Fermín. A partir d'allí la seva obra serà molt desigual. El 1957 es trasllada a Pamplona per posar en marxa el Conservatori Pablo Sarasate, que va dirigir fins al 1973 i acabaria convertint-se en un centre de referència, amb la introducció de mètodes musicals innovadors en l'àmbit hispà, com la pedagogia Orff. A partir d'aquest moment, la docència l'absorbirà completament durant molt de temps, limitant en gran manera el seu treball com a compositor en els últims anys. Entre els seus alumnes destaca la figura de Teresa Catalán, compositora guanyadora del Premio Nacional de Música en 2017. També són de destacar algunes iniciatives fora del conservatori, com les setmanes gregorianes desenvolupades des de 1958 en connexió amb l'Institut Gregorià de París. D'altra banda, va mostrar una preocupació evident per l'educació musical primària, i mètodes com el Chevais o el Orff-Schulwerk que s'introduiren a Espanya per primera vegada gràcies a ell. Entre 1958 i 1959 va poder visitar diversos conservatoris d'Europa per conèixer el seu sistema d'ensenyament, gràcies a una beca concedida per la Fundació Juan March.
Remacha va ser, a més, l'ideòleg i organitzador de les jornades de la Setmana de Música Antiga d'Estella/Lizarra, que van començar l'any 1967 quan aquest va convidar al grup alemany "Studio der Früher Musik München" per actuar a Estella-Lizarra en uns concerts que van transcórrer paral·lels a la Setmana d'Estudis Medievals, que se celebrava a aquella localitat. Així va començar la marxa d'aquest festival pioner a l'Estat espanyol que s'ha celebrat fins a l'actualitat, amb un parèntesi entre 1982 i 1987.
L'any 2004 el Govern de Navarra fa una edició de la seva obra, i el 2008 se'n publica una reedició.

## Reconeixements[1][3]
- Premi Roma de la Reial Acadèmia de Belles Arts de San Fernando (1923)
- Premi Nacional de Música (1933 amb el Cuarteto para violín, viola, violoncello y piano, 1938 amb el Cuarteto para cuerda i 1980)
- Premi Tomás Luis de Victoria a la Setmana de Música Religiosa de Conca per la cantata Jesucristo en la Cruz (1963)
- Doctor Honoris Causa por la Universidad de Navarra (1973)
- Fill adoptiu de Tudela (1975)
- Premi Pablo Iglesias (1981)